# 高燮
高燮（1879年1月20日—1958年6月7日），字吹万，通稱高吹萬，别署有黄天、志攘、吹万、炊万、时若、寒隐、寒蚓、寒鸦、慈硕、蚁民、寒葩、懒牛、无忧子、书骏子、退密翁、安隐老人、孤冢诗人等，斋名葩庐、格簃、卷窝、风雨鸡鸣之室、苟全性命之室等，男，江苏金山县张堰镇人（今上海金山区）人，清末民初舊體詩詩人、書法家、藏書家、孔學大儒，尤以其藏書保存了國學聞名。

## 生平

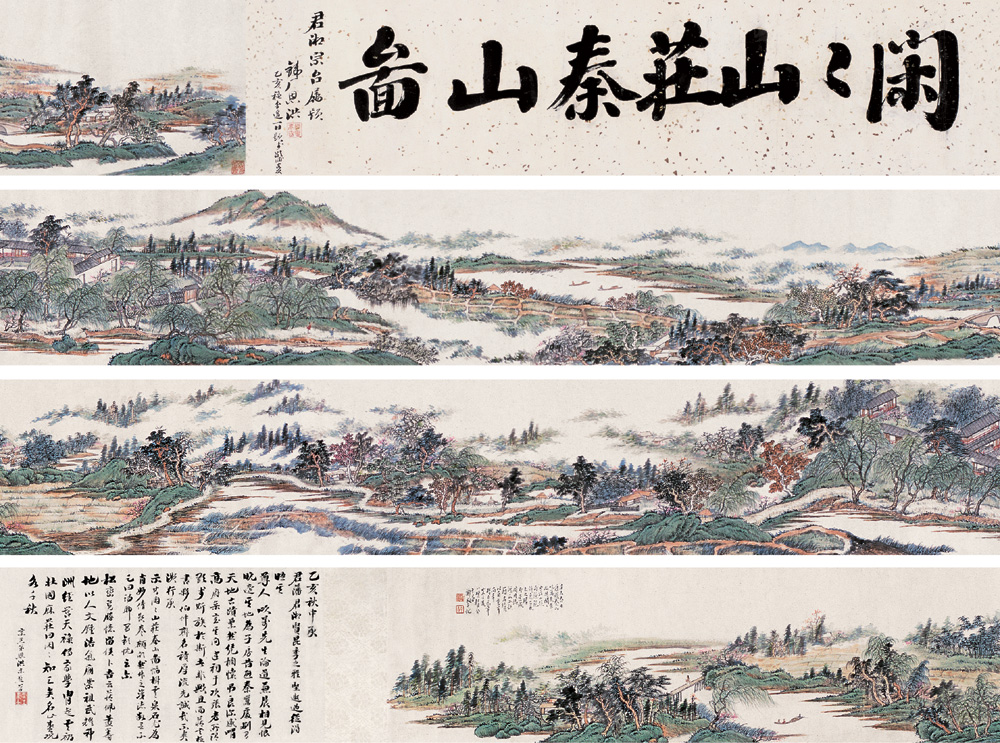
鄭午昌1931年所绘高吹萬居所闲闲山庄的山水画

高燮是江苏金山县张堰镇人（今上海金山区）人，生于清光绪4年12月28日（1879年1月20日）。与名士高旭（高天梅），高增等均出于金山高氏。。
1899年（22歲）秀才中式後脫離科舉，領導國學商兌會（以國學搶救、凝聚清末民族意識的文人組織），是《國學叢書》的主要編選者。与常州钱名山、昆山胡石亭齐名晚清“江南三名士”，
1907年，高吹万接触到柳亚子，由于柳亚子与其侄高天梅为同学。辛亥革命后，他与妻子顾葆璇与长子君介一起参加南社。后与柳亚子、姚石子到杭州游玩，所写诗作结集为《三子游草》。其后南社内部爆发矛盾，柳亚子驱逐成舍我、朱鸳雏遭到反对，被迫退出，蔡哲夫推高燮为社长，但被辞让，姚石子得以继任。柳亚子成立了新南社。吹万与高天梅、姚石子、姚鹏雏、陈蜕庵、李维翰等发起国学商兑会，刊有《国学丛选》，又创立寒隐社，编有《寒隐庐丛书》。
1937年因日军侵华而避难上海，藏书多被毁。其幼女、长女先后去世。解放后把所藏《诗经》残书捐给国家，现藏复旦大学图书馆。1958年6月7日逝世。

## 成就
吹万工于书法、绘画，其家乡闲闲山庄藏书有30余万。曾修《金山县志》，致力于多种公益事业，如疏通河道、修桥铺路、筑堤植树以及教育事业。

## 家族
其孙高锟是2009年诺贝尔物理学奖得主。